# Mont Ōfuna
Le mont Ōfuna (大船山, Ōfunayama) est une montagne culminant à 653 m d'altitude à Sanda dans la préfecture de Hyōgo au Japon. Le mont Ōfuna est un pic détaché des plateaux Tamba.

## Histoire

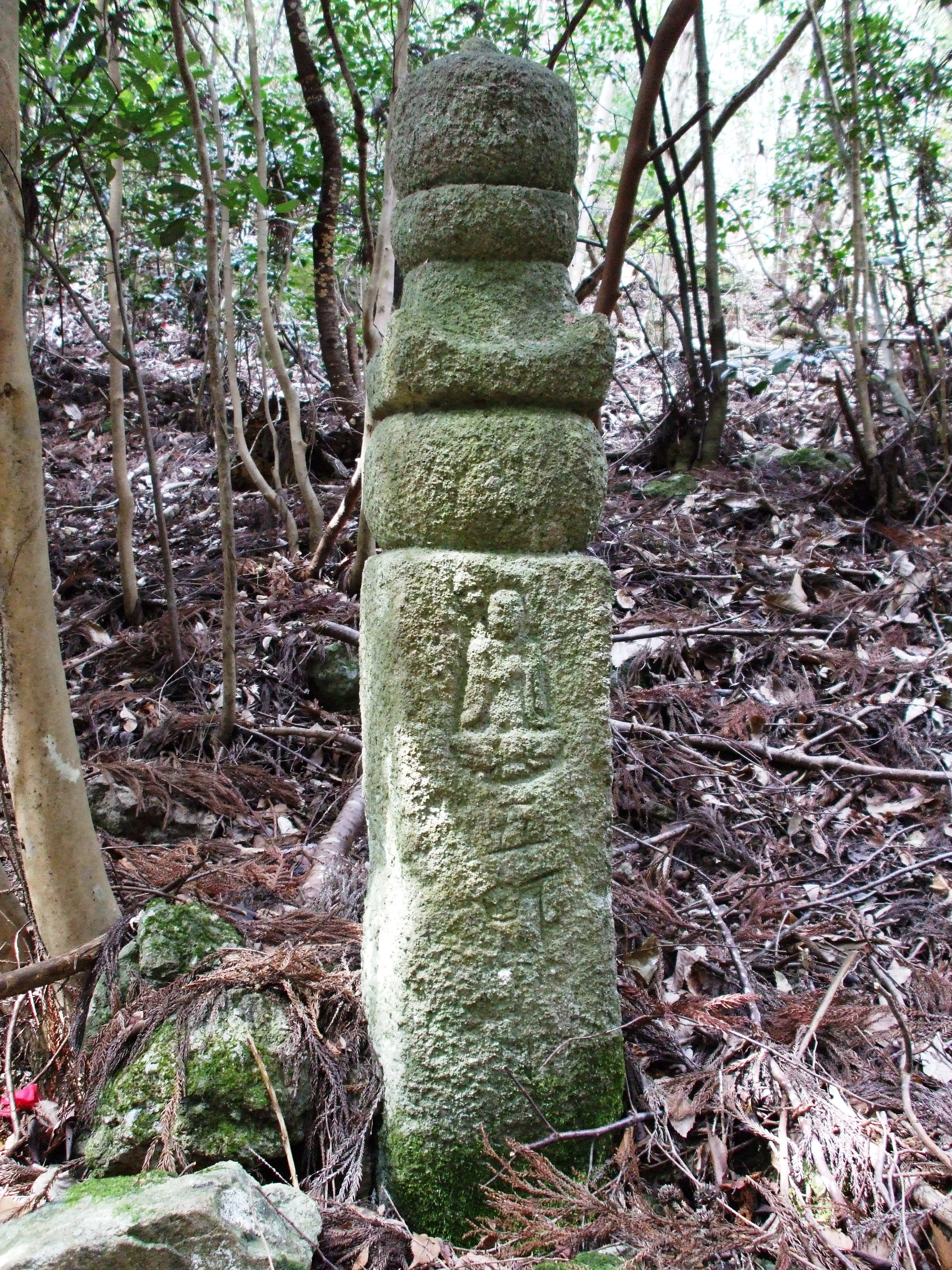
Repère en forme de Jizo Bouddha.

Cette montagne était l'un des sommets sur lesquels les moines adeptes du shugendō s'exerçaient aux pratiques ascétiques de leur foi. Il subsiste un petit sanctuaire au sommet où se trouvait également un temple bouddhiste appelé Ōfunadera qui aurait été construit au VIe siècle. Quoi qu'il en soit, le temple a été déplacé au pied de la montagne en 1499.
De nos jours, les visiteurs peuvent trouver dans la montagne des repères sous forme de Jizo Bouddha sculptés au XIVe siècle.